# Марија Гржетић
Марија Маца Гржетић Ковачић (Загреб, 10. август 1910 — Загреб, 22. април 1991) била је учесница Народноослободилачке борбе и друштвено-политичка радница СР Хрватске.

## Биографија
Рођена је 1910. године у Загребу. Као тектстилна радница, учествовала је од 1931. године у многим штрајковима и акцијама текстилних радника у Загребу и Вараждину. Чланица Комунистичке партије Југославије постала је 1935. године. Од 1936. до 1938. била је секретар II рејонског комитета КПХ, а затим чланица Месног комитета КПХ у Загребу.
Због својих је активности била прогањана од полиције - осам је пута ухапшена и двапут депортована у Лепоглаву (други пута 26. децембра 1939). Капитулација Југославије 1941. затекла ју је у лепоглавском затвору.
Усташе су ју пребациле у логор Јастребарско, а затим у логор Даницу код Копривнице, одакле је децембра 1941. спашена и пребачена у Загреб. Јануара 1942. придружила се партизанима. На ослобођеној територији деловала је као партијска радница; била је чланица и секретарица више окружних комитета КПХ. На Првој конференцији АФЖ Хрватске 1942, била је изабрана за председницу АФЖХ. Такође је била и чланица АВНОЈ-а и ЗАВНОХ-а.
После рата, била је бирана за заступницу у свим сазивима Сабора НР Хрватске. На Другом и Трећем конгресу КПХ/СКХ изабирана је за чланицу Централног комитета. Била је чланица Главног одбора ССРН Хрватске, председница Савеза женских друштава Хрватске и остало.
Умрла је 22. априла 1991. године у Загребу и сахрањена на загребачком гробљу Мирогој.
Носилац је Партизанске споменице 1941, Ордена заслуга за народ и осталих југословенских одликовања.